# Diapondia
Diapondia o Diapontia (en griego Διαπόντια νησιά) es un pequeño archipiélago de las Islas Jónicas, ubicado al norte de la isla de Corfú. Está compuesto por las tres islas principales de Othonoí, Erikusa y Mathraki y otras ocho islas deshabitadas, además de otros islotes menores. Administrativamente conforma tres unidades municipales (δημοτικές ενότητες), pertenecientes al municipio de Corfú, la unidad periférica de Corfú y la periferia de Islas Jónicas.

## Geografía física
Las islas poseen una vegetación frondosa, principalmente pinos y olivos. La orografía es bastante montañosa.

## Historia
Según la tradición Othonoí sería la Ogigia de la Odisea, y en una cueva cercana a la playa de Ámmos Áspros (Άμμος Άσπρος) estaría el lugar en donde Calipso mantuvo cautivo a Ulises. En 1571 la República de Venecia promovió el asentamiento de habitantes de Paxoí en Othonoí, de los que se cree que descienden la mayoría de los habitantes de la isla. Estos habitantes, al crecer en número, acabaron colonizando las vecinas islas de Erikusa y Mathraki. En 1864, como el resto de las Islas Jónicas, pasó a formar parte del estado griego.

## Transportes
Othonoí está comunicada con el puerto de Corfú dos veces por semana. En temporada alta, también hay comunicación con el puerto de Sidari, en la costa norte de Corfú, con frecuencia variable.